# TEARDROP
『TEARDROP』（ティアドロップ）は、The Birthdayの2枚目のアルバム。2007年9月12日発売。発売元はユニバーサルミュージック / アイランド・レコード。

## 解説
前作『Rollers Romantics』から1年弱で発売された。アナログ盤も同時発売。
初回限定盤のみデジタルフォトDVD付スリーブパッケージ。

## 収録曲
| 全作詞: チバユウスケ、全作曲・編曲: The Birthday。 |                                                   |              |              |      |
| #                                                  | タイトル                                          | 作詞         | 作曲・編曲   | 時間 |
| 1.                                                 | 「バブスチカ」                                    | チバユウスケ | The Birthday | 4:18 |
| 2.                                                 | 「プレスファクトリー」                            | チバユウスケ | The Birthday | 5:07 |
| 3.                                                 | 「LOVERS」                                        | チバユウスケ | The Birthday | 5:04 |
| 4.                                                 | 「アリシア」(TEARDROP MIX)                        | チバユウスケ | The Birthday | 4:17 |
| 5.                                                 | 「BABY TONIGHT」                                  | チバユウスケ | The Birthday | 3:14 |
| 6.                                                 | 「STRIPPER」                                      | チバユウスケ | The Birthday | 4:08 |
| 7.                                                 | 「LUST -チェリーの入ったリンゴ酒を見て想うこと-」 | チバユウスケ | The Birthday | 9:48 |
| 8.                                                 | 「ジェリーの夢」                                  | チバユウスケ | The Birthday | 7:04 |
| 9.                                                 | 「タランチュラ」                                  | チバユウスケ | The Birthday | 3:30 |
| 10.                                                | 「モンキーによろしく」                            | チバユウスケ | The Birthday | 5:00 |
| 11.                                                | 「KAMINARI TODAY」                                | チバユウスケ | The Birthday | 6:20 |
| 合計時間:                                          | 合計時間:                                         | 57:50        |              |      |

| #  | タイトル                  | 作詞 | 作曲・編曲 |
| -- | ------------------------- | ---- | ---------- |
| 1. | 「DIGITAL PHOTO SPECIAL」 |      |            |

### 楽曲解説
1. バブスチカ
2. プレスファクトリー
後に5thシングルとしてシングルカット。
3. LOVERS
3rdシングル『NIGHT LINE』の初回特典CDにライブバージョンが収録。スタジオ音源は今回初収録。
4. アリシア (TEARDROP MIX)
4thシングルのアルバムバージョン。
5. BABY TONIGHT
6. STRIPPER
7. LUST -チェリーの入ったリンゴ酒を見て想うこと-
8. ジェリーの夢
9. タランチュラ
10. モンキーによろしく
11. KAMINARI TODAY